# Elliottia pyroliflora
Elliottia pyroliflora ist eine Pflanzenart aus der Gattung Elliottia in der Familie der Heidekrautgewächse (Ericaceae). Sie kommt im Nordwesten und Westen Nordamerikas vor.

## Beschreibung

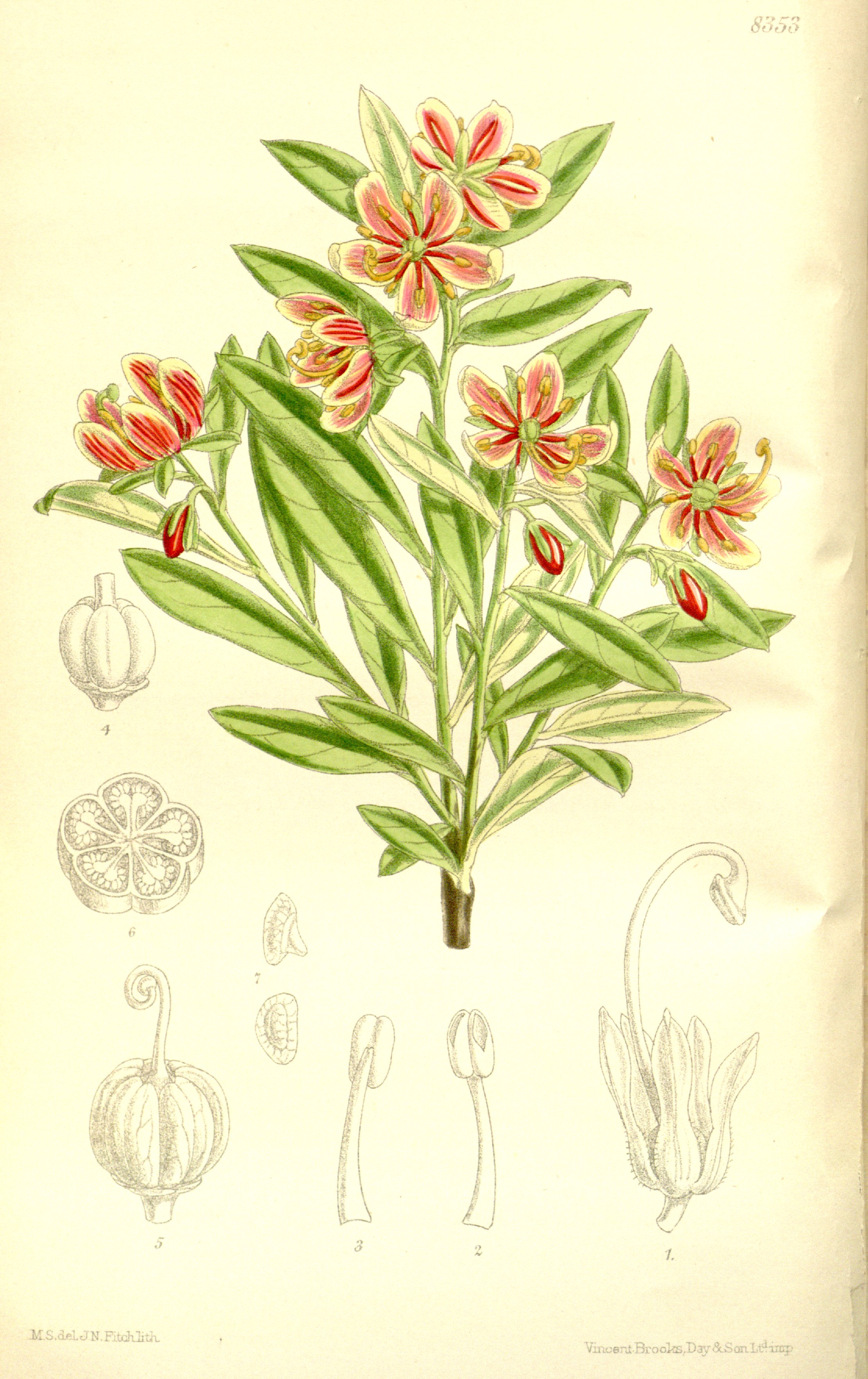
Illustration

### Vegetative Merkmale
Elliottia pyroliflora wächst als mehr oder weniger ausladender Strauch, der Wuchshöhen von 0,5 bis 3 Meter erreicht. Diesjährige Zweige besitzen eine kahl oder spärlich behaart und grün bis blaugrün gefärbte Rinde. Bei älteren Zweigen ist die Rinde aufgerissen und kupferfarben.
Die wechselständig oder spiralig an den Enden der Zweige angeordneten Laubblätter sind in einen 1 bis 4 Millimeter langen Blattstiel und Blattspreite gegliedert. Die einfache Blattspreite ist bei einer Länge von 1,5 bis 5 Zentimeter sowie einer Breite von 0,6 bis 1,4 Zentimeter elliptisch bis rundlich-lanzettförmig mit keilförmiger Spreitenbasis. Die Blattränder sind glatt. Beide Blattseiten sind blaugrün gefärbt.

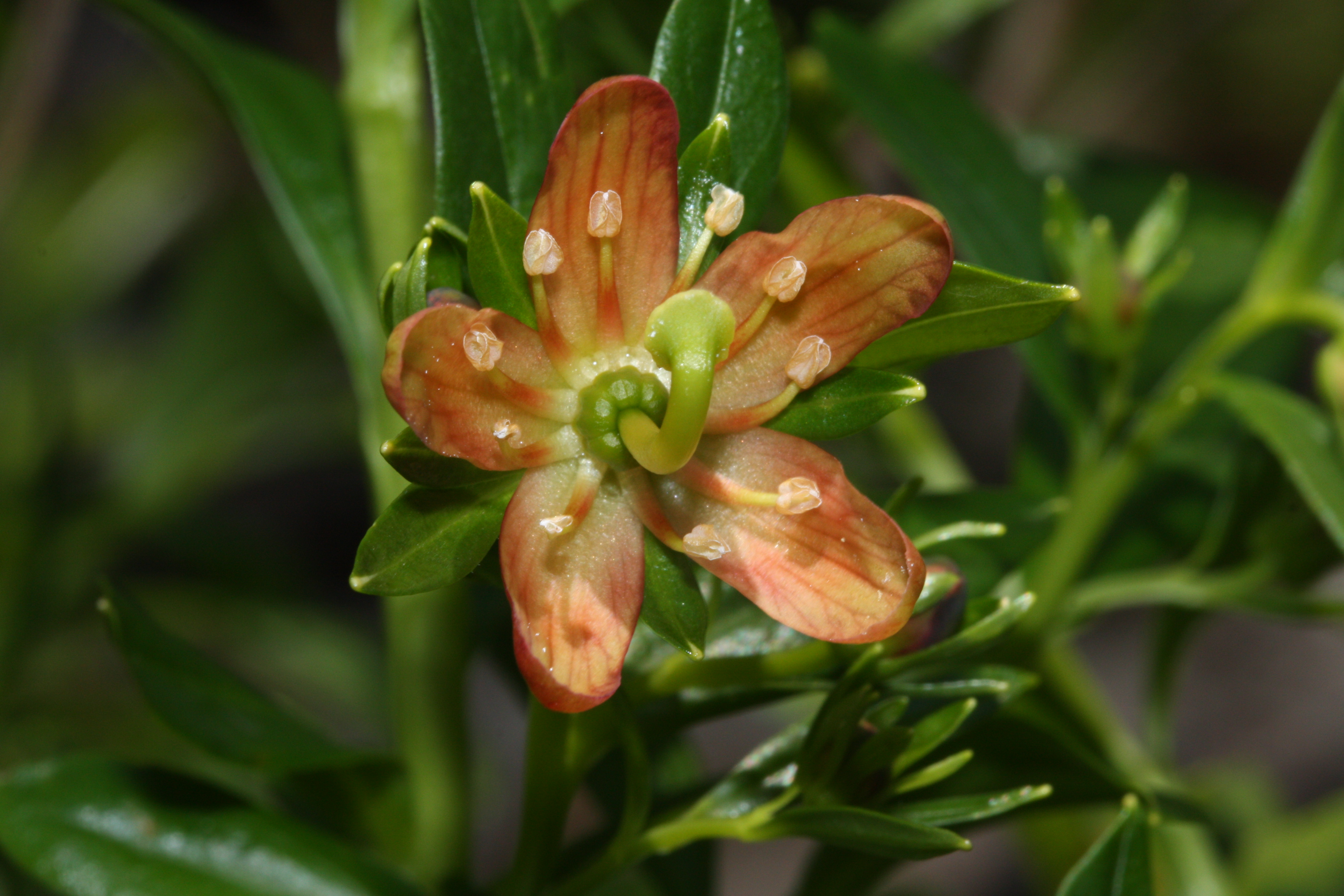
Fünfzählige Blüte mit deutlich gekrümmtem Griffel.

### Generative Merkmale
Die Blütezeit umfasst die Monate Juni und Juli. Der endständige trugdoldige Blütenstand weist eine Länge von 2 bis 4 Zentimeter auf und enthält entweder nur eine oder aus zwei bis drei Blüten. Die bei einer Länge von 10 bis 15 Millimeter lanzettförmigen Tragblätter besitzen einen glatten Rand. Über ein bis zwei Vorblättern stehen die 5 bis 10 Millimeter langen Blütenstiele.
Die zwittrigen Blüten sind radiärsymmetrisch und fünfzählig mit doppelter Blütenhülle. Die fünf Kelchblättern sind verwachsen und enden in 7 bis 10 mm langen und 2 bis 4 mm breiten lanzettlichen Kelchzähnen mit spitzem oberen Ende und besonders im unteren Bereich bewimpertem Rand. Die fünf rosa- bis kupferfarbenen Kronblättern  sind bei einer Länge von 10 bis 15 Millimeter fast elliptisch. Es sind zwei Kreise mit je vier oder fünf Staubblättern vorhanden. Die Staubfäden sind unbehaart und die Staubbeutel sind 1,7 bis 2 Millimeter groß. Der haltbare Griffel ist 10 bis 12 mm lang gebogen oder zurückgekrümmt.
Die 5 bis 8 Millimeter große, kahle Kapselfrucht enthält fünf bis sechs Samen mit einem Durchmesser von 0,5 bis 0,8 Millimeter.
Die Chromosomenzahl beträgt 2n = 22.

## Verbreitung und Standort
Das natürliche Verbreitungsgebiet von Elliottia pyroliflora umfasst den Norden und Westen Kanadas und der USA. In Kanada kommt die Art in British Columbia vor. In den USA findet man sie in Alaska, Washington und Oregon.
Elliottia pyroliflora gedeiht in kühl-feuchtem Klima mit reichlichen Niederschlägen. Man findet diese Art in feuchten Nadelwäldern sowie in an diesen anschließenden Gebieten in Höhenlagen von 0 bis 2500 Metern. Hauptsächlich werden in diesen Gebieten die Ufer von Fließgewässern sowie sumpfige Standorte besiedelt.

## Systematik
Diese Art wurde 1832 durch August Gustav Heinrich von Bongard unter dem Namen Cladothamnus pyroliflorus in Mémoires de l'Académie Imperiale des Sciences de St.-Pétersbourg. Sixième Série. Sciences Mathématiques, Physiques et Naturelles, 2 (2), S. 155, Tafel 1 erstbeschrieben. Sie wurde 1978 unter dem Namen Elliottia pyroliflora durch Scott W. Brim und Peter Francis Stevens in Journal of the Arnold Arboretum, 59 (4), S. 336 in die Gattung Elliottia gestellt. Weitere Synonyme für Elliottia pyroliflora (Bong.) Brim & P.F.Stevens sind Cladothamnus pyroliflorus Bong. sowie Leiophyllum pyroliflorum (Bong.) Dippel.